# Arminianismo

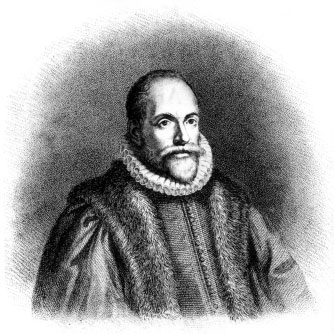
Jacobo Arminio, fundador de la doctrina arminianista.

El arminianismo es una doctrina teológica cristiana fundada por Jacobo Arminio en los Países Bajos de comienzos del siglo XVII, a partir de la impugnación del dogma calvinista de la doble predestinación.
Sustenta la salvación en la cooperación del hombre con la gracia divina a través de la fe. Frente al concepto calvinista de predestinación (o “elección”) incondicional, el arminianismo enseña que la predestinación se ha basado en: (1) la presciencia de Dios, quien tiene el conocimiento previo de quién creerá y quién no creerá en Cristo; y (2) la voluntad del hombre, por asistencia divina, que es hecha libre para creer o rechazar a Cristo.
Después de la muerte de Arminio (en 1609), sus principios se formularon en el manifiesto de cinco puntos Remonstrans, publicado en 1610 (por lo que sus seguidores también pasaron a denominarse “remonstrantes”).

## Detalles históricos
En 1618 el arminianismo fue condenado por el sínodo de Dort o de Dordrecht, convocado a instancias del estatúder de Países Bajos Mauricio de Nassau, que apoyaba a los calvinistas intransigentes y monárquicos (Franciscus Gomarus y los denominados “gomaristas” o “contrarremonstrantes”). Johan van Oldenbarnevelt y otros dirigentes principales del arminianismo fueron entonces ejecutados, mientras que otros muchos, entre los que se encontraban Hugo Grocio y Simón Episcopius, tuvieron que exiliarse.
La teología arminiana contribuyó a la aparición del metodismo en Inglaterra. No todos los predicadores metodistas del siglo XVIII fueron arminianos, pero sí la mayor parte, como el propio John Wesley.

## Controversias entre arminianos y gomaristas
Arminio afirmaba firmemente la necesidad de la gracia de Dios para la redención de todo ser humano, pero consideraba que la gracia puede ser rechazada por el hombre en su libre albedrío. El arminianismo se opone a la postura calvinista, donde esta última enseña que algunos están predestinados para salvación y otros para perdición. Arminio consideraba que la expiación de Cristo es para todos y no solo para algunos elegidos, aunque no todos la aceptan y por lo tanto no reciben sus beneficios. Por lo tanto según los arminianos es posible “caer de la gracia” y no es correcto pensar que los que ya recibieron la gracia nunca se perderán. El calvinismo sostiene que: “Ya siendo salvo el individuo, siempre salvo”.
El arminianismo enseña que la destitución de Dios por causa de la rebelión es posible a pesar de haber sido parte de Su institución.
La posición arminianista empieza desde la perdición y separación de Dios, del mismísimo Luzbel (el diablo). Habiendo sido él un querubín, ocupando el más alto rango angelical, puesto sobre los ángeles creados, conociendo a Dios íntimamente, habiendo sido parte de Su reino por milenios, no obstante, decide por su libre albedrío rebelarse contra el Creador. Él junto con los ángeles que le siguieron, fueron destituidos de la gloria de Dios. Adán, habiendo sido creado por Dios junto con Eva su mujer, deciden por esa libertad otorgada comer del fruto prohibido, trayendo sobre sí y sobre la humanidad el pecado y la destitución. El pueblo judío fue liberado de la esclavitud de Egipto, lo cual tipifica ser liberado del pecado. Sin embargo, por sus tendencias pecaminosas no heredaron la tierra prometida. Solo Caleb y Josué con los suyos y la segunda y tercera generación de judíos entró en ella. El argumento más poderoso del arminianismo, sin duda alguna, es el siguiente: “Si un número predeterminado de seres humanos ya estaba predeterminado para salvación, la venida de Jesús, el Hijo de Dios, no hubiese sido requerida”. El pasado, presente y futuro son simultáneos para Dios. Él en su presciencia ya sabe quiénes lograron entrar en Su presencia, pero nosotros los hombres no. Por lo tanto, no podemos determinar quiénes califican y quiénes no.

Pues hablando palabras infladas y vanas, seducen con concupiscencias de la carne y disoluciones a los que verdaderamente habían huido de los que viven en error. Les prometen libertad, y son ellos mismos esclavos de corrupción. Porque el que es vencido por alguno, es hecho esclavo del que lo venció. Ciertamente, si habiéndose ellos escapado de las contaminaciones del mundo, por el conocimiento del Señor y Salvador Jesucristo, enredándose otra vez en ellas son vencidos, su postrer estado viene a ser peor que el primero. Porque mejor les hubiera sido no haber conocido el camino de la justicia, que después de haberlo conocido, volverse atrás del santo mandamiento que les fue dado. Pero les ha acontecido lo del verdadero proverbio: El perro vuelve a su vómito, y la puerca lavada a revolcarse en el cieno.
2 Pedro 2:18-22.

Todos fuimos predestinados para salvación, es decir, con el objetivo de ser salvos. Pero eso no quiere decir que necesariamente todos seremos salvos, porque aunque Dios nos predestinó para salvación, también nos dio libertad para salvarnos o perdernos: el libre albedrío.
¿Existen personas que nacen condenadas al tormento eterno, incluso si se arrepienten y aceptan lo que hizo Jesús en la cruz? Eso no armonizaría con el carácter de Dios; pues Él dice: A los cielos y a la tierra llamo por testigos hoy contra vosotros, que os he puesto delante la vida y la muerte, la bendición y la maldición; escoge, pues, la vida, para que vivas tú y tu descendencia.
Denominaciones arminianas son las diferentes Iglesias metodistas (Iglesia Metodista Episcopal, Iglesia Metodista Unida, Iglesia Metodista Libre), la Iglesia del Nazareno, el Ejército de Salvación (The Salvation Army), la Iglesia Adventista del Séptimo Día, la Iglesia Wesleyana, la Iglesia de Dios, y la mayoría de las Iglesias pentecostales, la Iglesia Internacional del Evangelio Cuadrangular, las Iglesias de Cristo, las Asambleas de Dios, la Iglesia evangélica Filadelfia, y otras del movimiento restauracionista (menonitas en su mayoría). Muchos anglicanos (como C.S. Lewis)También otras iglesias cristianas como la Iglesia copta, la Iglesia católica y la Iglesia ortodoxa creen en la libertad de la voluntad humana y que toda persona tiene la posibilidad de recibir salvación y que, una vez que recibe la salvación, también la puede perder; si bien las argumentaciones que dan al respecto son diferentes y de más vieja data.
Cabe anotar igualmente que cuando se habla de perder la salvación, no es porque Dios la arrebata nuevamente después de haberla otorgado en Jesús, sino que es el mismo hombre quien la desecha una vez que rompe su comunión con Dios a través del pecado.

## Los Cinco Puntos del Arminianismo

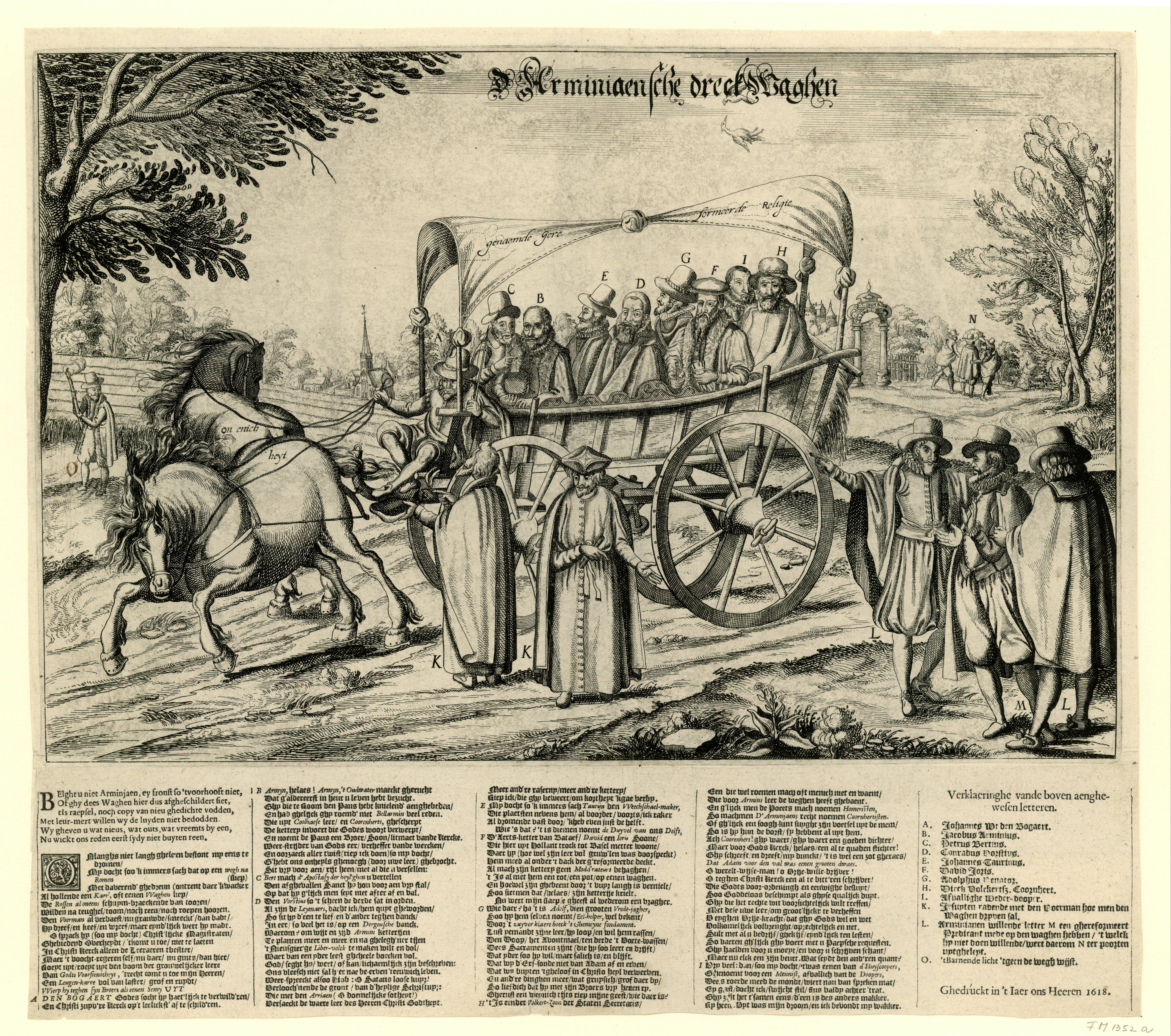
Caricatura de los arminianos (1618). Están representados los más notables arminianos montados en el carro tirado por dos caballos salvajes que van en una dirección diferente. En el carro están Johannes Wtenbogaert, Jacobus Arminius, Petrus Bertius, Jacobus Taurinus, Conradus Vorstius, David Joris, Adolphus Venator y Dirck Coornhert. Delante de la carroza hay dos jesuitas. A la derecha, en primer plano, dos arminianos también intentan en vano subir al carro a un predicador contrarrevolucionario. El hombre de la izquierda con una antorcha encendida muestra el camino al carro y representa a Johan van Oldenbarnevelt

1.- Libre albedrío o habilidad humana. Aunque la naturaleza humana fue totalmente afectada por la caída, sin embargo, Dios en su gracia capacita la voluntad del pecador para que libremente se arrepienta y crea, o rehúse hacerlo. Cada pecador, capacitado por la gracia de Dios, tiene libertad para creer o rehusar creer, y su destino eterno depende de cómo use dicha libertad. La libertad con la que Dios capacita al hombre caído, consiste en poder escoger libremente entre el bien y el mal en la esfera de lo espiritual. El pecador puede cooperar con el Espíritu de Dios y ser regenerado o resistir la gracia de Dios y perderse para siempre. El pecador necesita la asistencia del Espíritu Santo, pero no tiene que ser regenerado por el Espíritu antes de 
que pueda creer, ya que la fe es un don de Dios que el hombre puede recibir o rechazar libremente, y precede al nuevo nacimiento. La fe es un don de Dios; y el hombre lo puede recibir y ejercer para vida eterna, o rechazarlo para condenación.
2.- Elección condicional. Dios escogió para salvación, antes de la fundación del mundo, a todas aquellas personas que, asistidas por su gracia habilitadora, creen en Cristo. Esto se debe al hecho de que Dios vio de antemano que dichos individuos habrían de responder positivamente a su llamado, arrepintiéndose y creyendo en Cristo. Dios escogió solo a aquellos que él vio de antemano que voluntariamente creerían en el evangelio, asistidos por su gracia resistible.
3.- Redención universal o expiación general. La obra redentora de Cristo brinda a todos los hombres la oportunidad de ser salvos, y garantizó la salvación de todos los que habían creído y preservado hasta la muerte de Cristo, y también garantizó la salvación de todos los que habrían de creer y perseverar después de la muerte de Cristo. A pesar de que Cristo murió por todos los hombres, solo los que creen en él son salvados. Su muerte es suficiente para la salvación de todos los hombres, pero solo eficaz en los que creen.
4.- El Espíritu Santo puede ser resistido eficazmente. Él Espíritu Santo convence de pecado al mundo, y hace todo lo que se ha determinado para traer a cada pecador a la salvación. El llamado del 
Espíritu, sin embargo, puede ser resistido, ya que el hombre es hecho libre por la gracia de Dios. El Espíritu no regenera al pecador hasta que éste cree; la fe (que es un don de Dios que el hombre puede recibir o rechazar libremente) precede al nuevo nacimiento. Dios ha determinado que su llamado, a través del Espíritu Santo, pueda ser libre y voluntariamente aceptado o resistido. El Espíritu Santo obra eficazmente trayendo a Cristo solo a aquellos que no le resisten. El Espíritu no imparte vida hasta que el pecador responde, arrepintiéndose y creyendo voluntariamente en Cristo. Dios, por tanto, ha determinado que Su gracia no actúe de forma irresistible; sino que la misma puede ser resistida por el hombre.
5.- El caer de la gracia o el perder la salvación. Algunos arminianos creen que el ser humano, una vez salvo, no perderá su salvación y otros piensan que la salvación pueda perderse por no perseverar en la fe.